# Telesur (telecombedrijf)
Telesur (afkorting van Telecommunicatiebedrijf Suriname) is een Surinaams telecombedrijf in handen van de Surinaamse overheid. Het hoofdkantoor is gevestigd in Paramaribo. Het bedrijf werd in 1945 opgericht en is daarmee de oudste telecomprovider in Suriname.
Naast het hoofdkantoor in Paramaribo heeft Telesur vestigingen in Albina, Groningen, Koewarasan en Tamanredjo. In 2011 werd samen met de Anton de Kom Universiteit van Suriname het innovatielaboratorium Telesur Multimedia Innovation Laboratory (TMIL) opgezet. In 2013 opende Telesur in Nieuw-Amsterdam het Telecommunicatiemuseum.

## Geschiedenis
Telesur werd op 1 mei 1945 opgericht onder de naam s' Lands Telegraaf Telefoondienst (LTT-dienst) en ontstond uit de fusie tussen 's Lands Radiodienst (opgericht in 1925) en ’s Lands Telefoonwezen (opgericht in 1907). Achtentwintig jaar later werd de naam van het bedrijf gewijzigd in 's Lands Telegraaf en Telefoonbedrijf (LTT-bedrijf). In 1981 werd de naam van ’s Lands Telegraaf en Telefoonbedrijf officieel gewijzigd in Telesur. Zesentwintig jaar later verloor Telesur zijn monopoliepositie door de invoering van de wet Telecommunicatievoorzieningen. In 2008 breidde het Surinaamse telecombedrijf zijn activiteiten uit naar Nederland.
Van 2008 tot 2024 bood Telesur Mobiel Nederland prepaid diensten in Nederland aan met een tweelandensimkaart. Hiermee werd de Surinaamse diaspora bereikt die daarmee in zowel Nederland als Suriname tegen lokaal tarief kon bellen. De reden om hiermee te staken werd de veranderende marktomstandigheden en aangepaste wet- en regelgeving genoemd.
Telesur werd begin 2025 omgezet van een rechtvorm sui generis naar een naamloze vennootschap (NV), die in Suriname algemeen gebruikelijk is voor bedrijven. Telesur bleef nog wel een staatsbedrijf. De aanleiding vormden de belemmeringen om zaken te kunnen doen met Samsung. Na de omzetting komen ook moderne diensten op Samsung-apparaten beschikbaar.

## Directeuren
- eerste directerur  Ir. John Neede van 1974 - 1994
- tweede directeur Ir. Leonard Johanns van 1994 - 2000
- Iris Struiken-Wijdenbosch, LLM van 2000 - 2005
- Drs. Dirk Currie  van 2006 -2015
- Mike Antonius, MSc  van 2016 - 2024)
- Doric Ramlakhan, MSc  van  2024 - -